# William Jones Boone den äldre
William Jones Boone, född den 1 juli 1811 i South Carolina, död den 17 juli 1864, var en amerikansk missionär. Han var far till William Jones Boone den yngre.
Boone graduerades vid universitetet i sin hemstat. Efter både juridiska, teologiska och medicinska studier sändes han 1837 som missionär till Kina, där han, efter förberedande studier och arbete i Batavia, upptog arbetet först 1840 i Macao och Amoy. År 1844 vigd till missionsbiskop, gjorde han Shanghai till huvudorten för sin verksamhet. I kommittén för revision av den kinesiska bibelöversättningen utförde Boone ett betydelsefullt arbete.